# Animal World
Pour plus de détails, voir Fiche technique et Distribution.
Animal World (动物世界, Dongwu shijie, litt. « Monde animal ») est un film chinois écrit et réalisé par Han Yan, sorti le 29 juin 2018. Il s'agit d'une libre adaptation du manga Tobaku Mokushiroku Kaiji de Nobuyuki Fukumoto sur le thème des jeux de hasard.
Le film est premier du box-office chinois de 2018 lors de son premier week-end d'exploitation.

## Synopsis
Zheng Kaisi (Li Yifeng (en)), un jeune homme perdu financièrement, se retrouve endetté de plusieurs millions après qu'un ami ait fait un mauvais investissement en son nom. Il se voit donc obligé d'embarquer à bord du navire Destiny pour participer à une nuit de jeux de hasard organisée par un homme mystérieux (Michael Douglas). Il a ainsi l'occasion, s'il gagne, d'annuler toutes ses dettes. Sur place, chaque participant se voit remettre 12 cartes (4 "pierre", 4 "feuille" et 4 "ciseaux") dont ils doivent se servir lors de parties du jeu du même nom (Pierre, Feuille, Ciseaux) pour s'emparer des trois étoiles dont chaque concurrent est doté.

## Distribution
- Li Yifeng (en) : Zheng Kaisi
- Michael Douglas : Anderson
- Zhou Dongyu : Liu Qing